# Cynomops milleri
Cynomope de Miller
Espèce
Statut de conservation UICN

 LC  : Préoccupation mineure
Répartition géographique
Synonymes
- Molossops milleri Osgood, 1914[1]

Cynomops milleri, qui a pour nom commun Cynomope de Miller, est une espèce sud-américaine de chauves-souris de la famille des Molossidae.

## Description
Cynomops milleri est un membre plus petit de son genre. Sur la base de 6 mâles et 17 femelles, les mâles ont une masse moyenne de 0,653 onces (18,512238600625 g) et les femelles ont une masse moyenne de 14,29 onces (405,11468545625 g). Les mâles et les femelles ont des longueurs d'avant-bras moyennes de 1,385 pouces (35,179 mm) et 1,374 pouces (34,8996 mm) respectivement.
La coloration de la fourrure de son dos varie du brun chocolat foncé au brun rougeâtre clair.

## Répartition
Cynomops milleri se trouve dans le nord et l'est de l'Amérique du Sud. On le recense au Venezuela, en Guyane, au Guyana, au Suriname, au Brésil et au Pérou.
Elle vit dans les forêts tropicales décidues et sempervirentes jusqu'à 1 500 mètres d'altitude.

## Taxonomie
Cynomops milleri est décrit comme une nouvelle espèce en 1914 par le zoologiste américain Wilfred Hudson Osgood. Osgood le place initialement dans le genre Molossops, avec un nom scientifique de Molossops milleri. L'holotype fut collecté par Malcolm Playfair Anderson près de Yurimaguas, au Pérou. Osgood note que l'éponyme du nom d'espèce milleri est son collègue zoologiste Gerrit Smith Miller, Jr.
Le genre Cynomops est établi en 1920 avec Cynomops milleri. En 1978, Koopman la considère comme une sous-espèce de Cynomops planirostris. En 1998, Simmons et Ross publient qu'elle est un synonyme de Cynomops paranus. Plus récemment, elle est considérée comme une espèce à part entière.

## Comportement

### Alimentation
Le genre Cynomops est insectivore. Elle se nourrit pendant des vols rapides.